# Giladeus gastricus
Giladeus gastricus – gatunek błonkówki z rodziny Pergidae.

## Taksonomia
Gatunek ten został opisany w 1919 roku przez Juana Brèthesa. Jako miejsce typowe podano chilijskie miasto Talca. Holotypem była samica. 

## Zasięg występowania
Ameryka Południowa, notowany w Chile w regionach Maule i Santiago.